# Alveopora japonica
Alveopora japonica е вид корал от семейство Poritidae. Видът е световно застрашен, със статут Уязвим.

## Разпространение
Разпространен е в Китай, Южна Корея и Япония.